# Federación Venezolana de Fútbol
Die Federación Venezolana de Fútbol (deutsch: Venezolanischer Fußballverband), abgekürzt FVF, ist der venezolanische Fußball-Dachverband. Er organisiert den Spielbetrieb der Nationalmannschaft und der nationalen Ligen. Der Verband wurde 1926 gegründet und gehört seit 1952 der FIFA und der CONMEBOL an.
Die organisierten Profiligen sind die Primera División sowie die Segunda División.
Der ehemalige Präsident Rafael Esquivel wurde 2017 von der FIFA wegen Bestechung und Korruption lebenslang gesperrt.
Der erst im Jahr 2020 gewählte Präsident Jesús Berardinelli starb im August desselben Jahres.

## Erfolge
- U-17-Fußball-Südamerikameisterschaft der Frauen: Sieger 2013 und 2016
- U-20-Fußball-Südamerikameisterschaft der Frauen: Zweiter 2015
- U-17-Fußball-Südamerikameisterschaft: Zweiter 2013